# Московско-Ярославская железная дорога
Московско-Ярославская железная дорога — частная железная дорога в Российской империи, существовавшая в 1861—1907 годах (с 1900 года — казённая). До 1870 года называлась Московско-Троицкая железная дорога, после 1894 года — Московско-Ярославско-Архангельская железная дорога.

## История
Организатором строительства этой дороги стал Фёдор Васильевич Чижов — учёный, литератор, друг Гоголя, Аксакова, Герцена. Увлечённый проблемами железнодорожного транспорта, Чижов критиковал «Главное общество российских железных дорог», решающая роль в котором принадлежала иностранным банкирам, а производство работ выполняли французские инженеры. На страницах «Вестника промышленности» и «Акционера» печатались обличительные материалы, из которых явствовало, что за то время, пока строительством железных дорог занималось Главное общество, «десятки миллионов кровного достояния страны были преступно растрачены». «Французы просто грабили Россию, — вспоминал спустя годы Чижов, — строили скверно вследствие незнания ни климата, ни почвы… Французы смотрели на Россию просто как на дикую страну, на русских, как на краснокожих индейцев, и эксплуатировали их бессовестно…» 
Чижов стал инициатором постройки «образцово-показательной паровозной железной дороги» силами исключительно русских рабочих и инженеров и на деньги русских купцов, без участия иностранного капитала. Такой дорогой решено было устроить сообщение между Москвой и Троице-Сергиевым Посадом. Компаньонами Чижова стали братья Шиповы, инженер и генерал-майор А. И. Дельвиг, И. Ф. Мамонтов. И хотя впоследствии в списке учредителей общества по строительству железной дороги Мамонтов значился лишь как мещанин Калужской губернии, Иван Фёдорович стал главным вкладчиком акционерного общества. 
Для доказательства выгодности предприятия правительству, от которого зависело получение разрешения на строительство, Чижов задумал и осуществил следующую операцию: снарядил шесть групп студентов технического университета, по три человека, для круглосуточного подсчёта всех прохожих и проезжающих по Троицкому шоссе в Троице-Сергиеву лавру и обратно. Статистики подсчитали, что «на Ярославском шоссе в разных экипажах, от карет и дилижансов до телег, проезжает более 150 тысяч человек и перевозится до 4 миллионов пудов клади в год. И это, не считая примерно 500 тысяч паломников в Троице-Сергиеву Лавру». Собрав таким образом за два месяца данные о потенциальном количестве будущих пассажиров, Чижов уже мог с цифрами в руках возражать своим критикам, видевшим в сооружении линии «нерасчётливое предприятие».

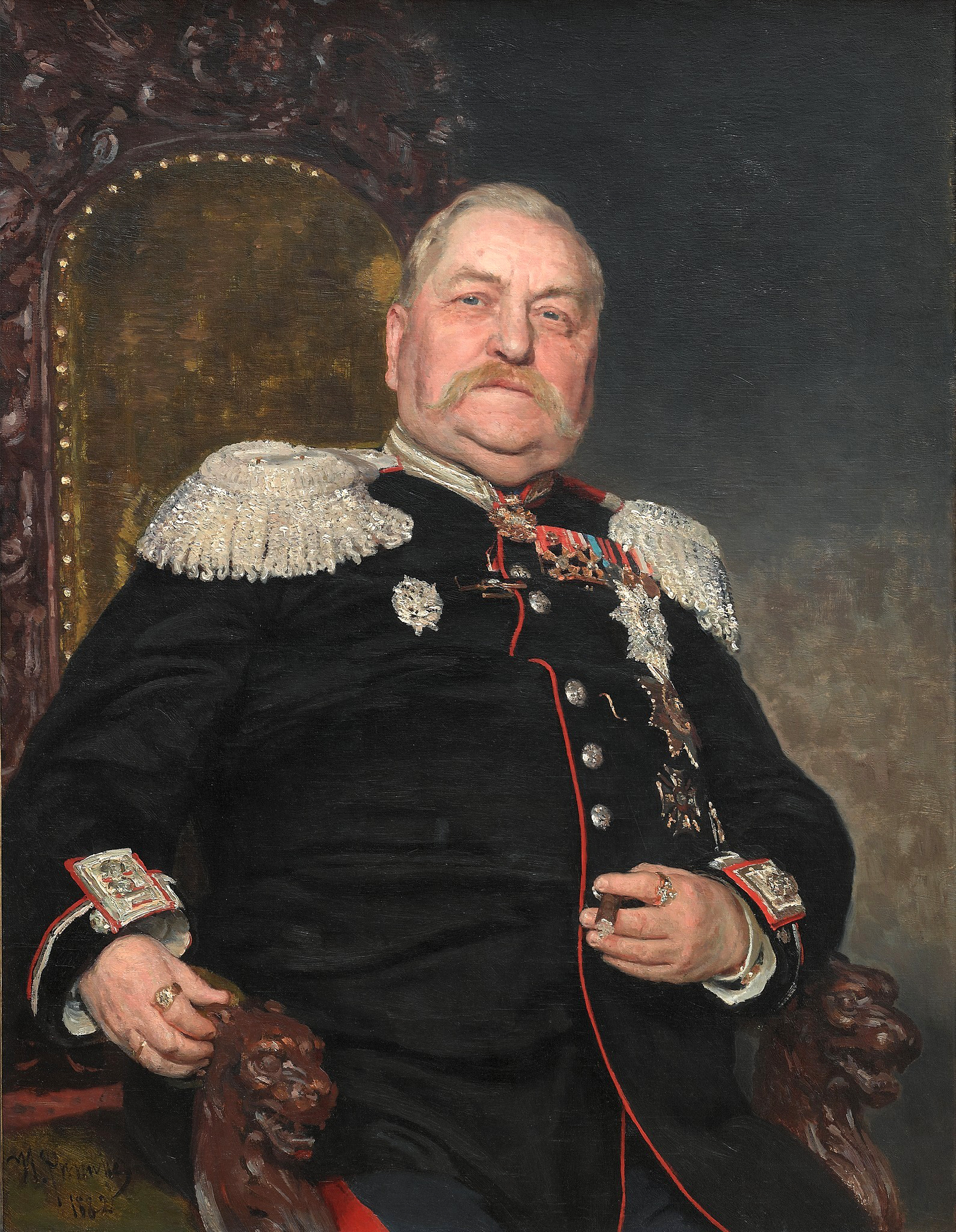
А. И. Дельвиг. Портрет работы И. Репина (1882)

### Первая линия
В 1858 году было получено Высочайшее соизволение на производство изыскательных работ. В мае 1859 года учреждается «Общество Московско-Троицкой железной дороги». Общество не испрашивало государственных гарантий, капитал предполагалось собрать путём выпуска акций, а сооружение дороги окончить в четыре года.
На организационном собрании пайщиков, состоявшемся 25 февраля 1860 года, по инициативе Чижова было принято решение поставить за правило, чтобы в газете «Акционер» не менее шести раз в год правление общества печатало отчёты о своих действиях и о состоянии кассы. Тем самым впервые в практике железнодорожных акционерных обществ в России все распоряжения правления, весь ход строительных и эксплуатационных работ и ежемесячные расходы делались достоянием гласности и печати. «Мы того мнения, — говорилось в одной из передовых статей газеты „Акционер“, — что чем более гласности, тем чище пойдут дела и тем скорее прояснится страшно туманный в настоящее время горизонт наших акционерных предприятий».

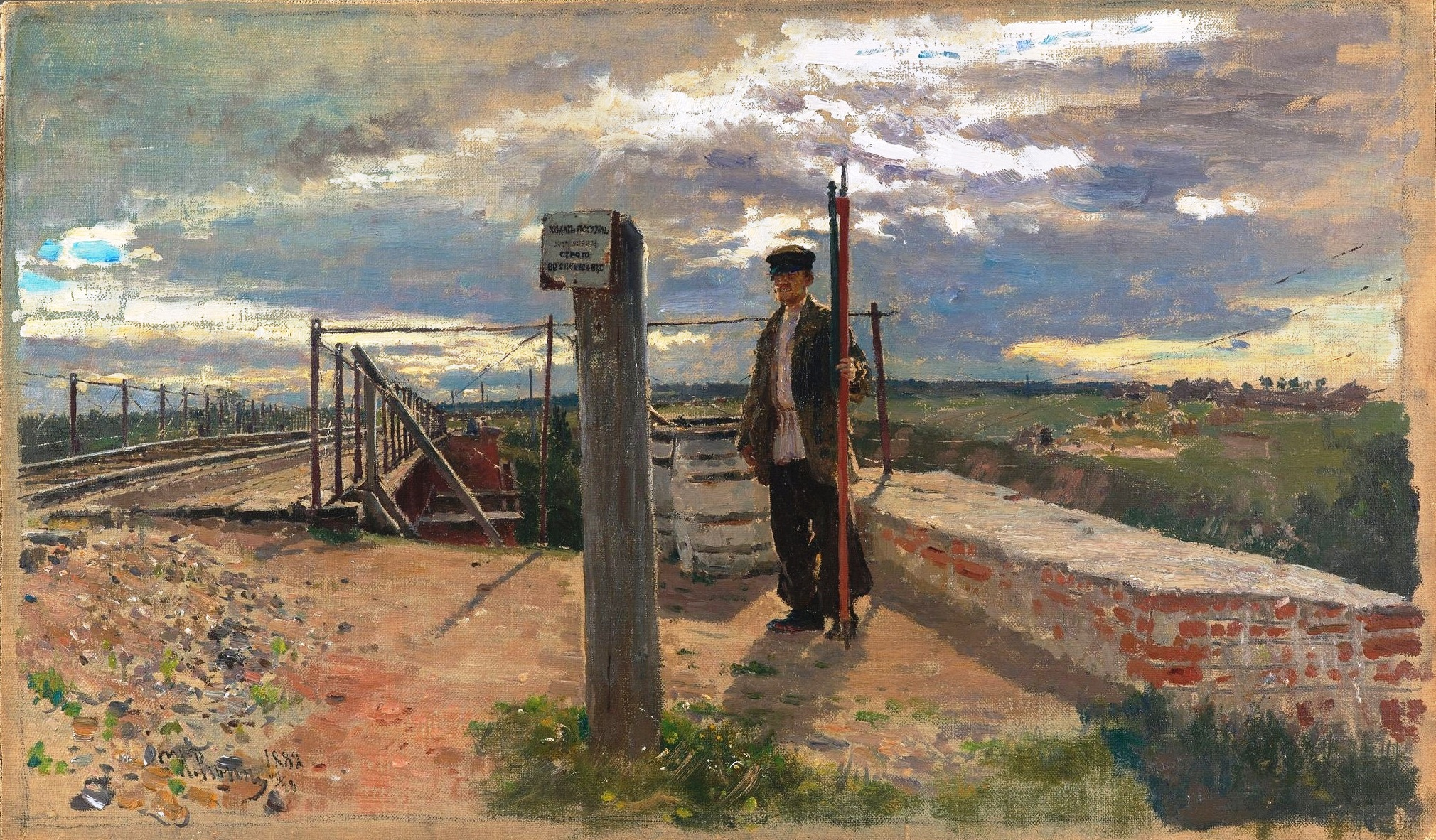
Железнодорожный сторож. Хотьково. Картина работы И. Репина (1882)

В мае 1860 года началось строительство железной дороги от Сергиева Посада, в котором участвовало более 6 тыс. рабочих. Был сооружён соединительный путь с Нижегородской железной дорогой. На пересечении с Ярославским шоссе построили путепровод.
В воскресенье, 22 июля 1862 года, инженеры и строители совершили первый пробный выезд. Поезд состоял из паровоза и платформы, на которой была поставлена просторная палатка. Во главе группы был инженер путей сообщения, один из директоров-учредителей полковник М. Богомолец. Об этом событии газета «Ярославские губернские ведомости» писала, что «приехав в Троицу, они отправились в Лавру, отслужили благодарственный молебен у раки с мощами преподобного Сергия и на обратный путь со всеми остановками употребили два часа».
17 августа 1862 года в московских газетах объявлено, об открытии с 18 августа ежедневного движения от Москвы до Сергиева Посада, «на первое время по два раза в день». 18 августа 1862 года линия была торжественно открыта. Сначала на линии существовало 6 станций: две конечные, а также Мытищи, Пушкино, Талицы, Хотьково.

### Продление до Ярославля
В 1865 году, несмотря на некоторые финансовые трудности, Общество изъявило желание приступить к изысканиям нового участка трассы от Сергиева Посада до Ярославля. В работах принимал активное участие инженер Г. Грек. В феврале 1866 года он представил собранию акционеров продольный профиль линии и проекты мостов. По проекту Г. Грека трасса шла через Александров и Ростов, обходя Переславль широкой дугой. На ней предусматривалось 6 металлических мостов с каменными опорами.
Устав «Общества Московско-Ярославской железной дороги» утверждён 7 июня 1868 года. Строительство дороги началось 2 июля 1868 года и продолжалось менее двух лет. В Ярославле, Ростове и Александрове были возведены паровозные депо. Обществом было приобретено 8 паровозов фирмы «Борзиг» серии «Бп».

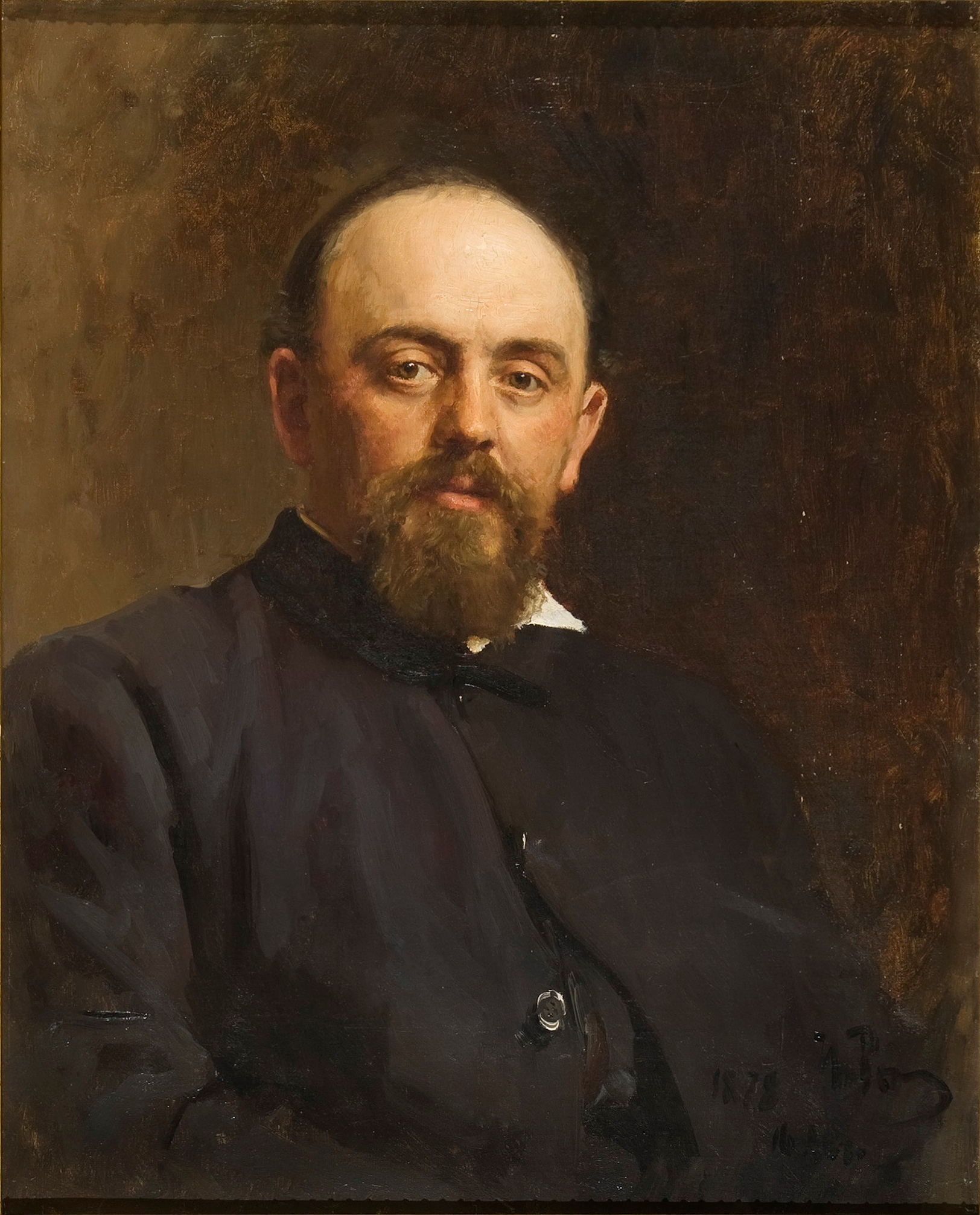
Савва Иванович Мамонтов. Портрет работы И. Репина (1878)

Первый поезд от Москвы до Ростова прошёл 1 (13) января 1870 года. Движение до Ярославля открыто в том же году 18 февраля (2 марта). Максимальный продольный уклон пути на железной дороге был 10 ‰.

### Дальнейшее развитие

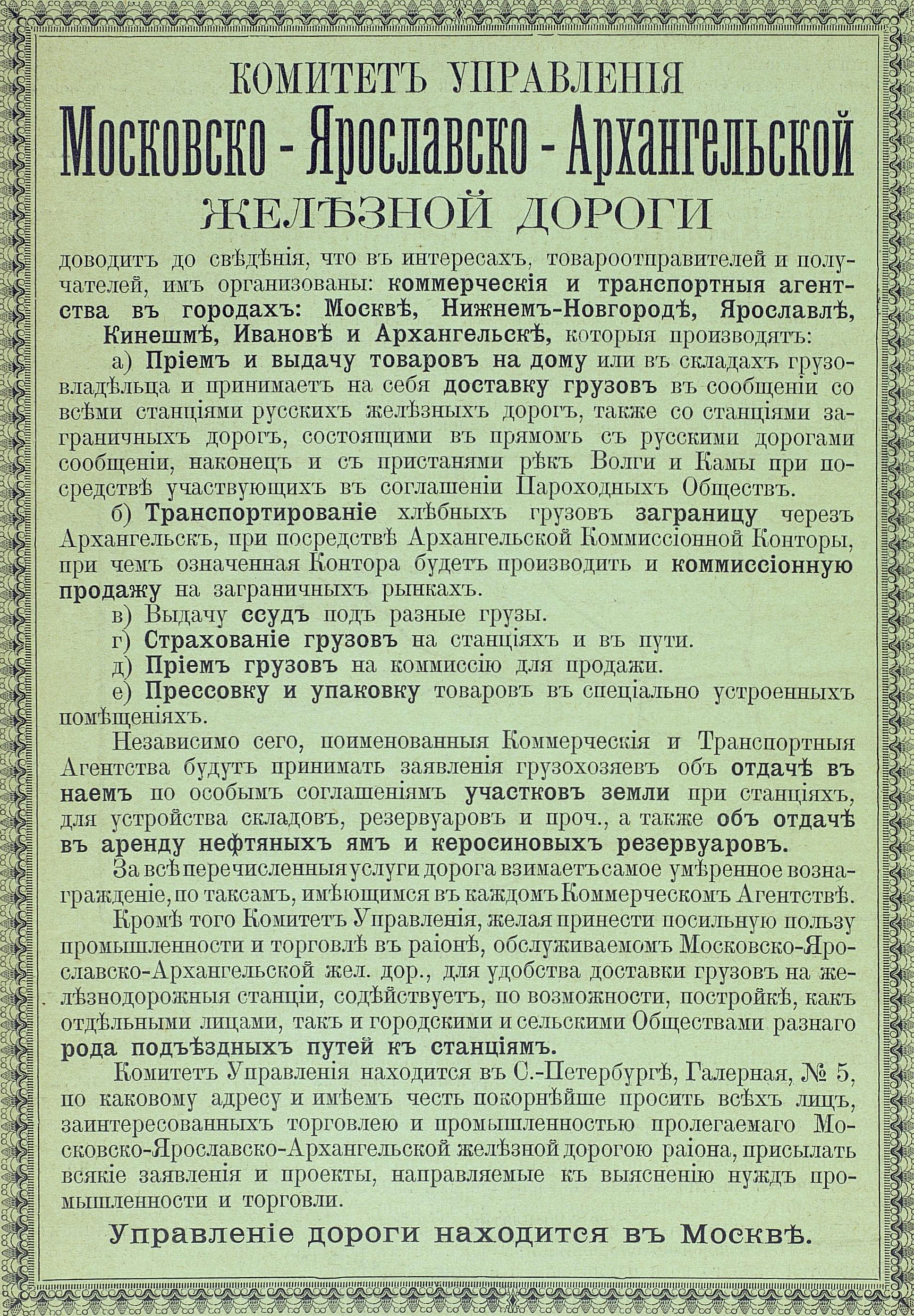
Реклама услуг жел. дор., 1901 год.

В августе 1869 года умер основатель династии Мамонтовых — Иван Фёдорович. После его смерти большая часть капитала семьи Мамонтовых досталась старшему сыну Фёдору Ивановичу, который в ту пору был уже тяжело болен и сам вести дела не мог. Акции железнодорожной компании, принадлежащие И. Ф. Мамонтову, унаследовал младший сын Ивана Фёдоровича — Савва Иванович Мамонтов.
После смерти старшего Мамонтова, по рекомендации Ф. В. Чижова, ставшего покровителем и наставником Саввы Ивановича, младший Мамонтов стал членом правления общества, а в 1872 году был избран его директором.
Московско-Ярославская дорога связала столицу с Волгой. Это в значительной мере способствовало развитию промышленности в городах Поволжья. Объём перевозок постоянно рос, со временем была развита сеть подъездных путей.
В 1872 году была построена узкоколейная линия Ярославль — Вологда, в 1871 году — ветка Александров — Карабаново, а в 1887 году — Ярославль — Кострома. 6 ноября 1894 года открылось временное, а в 1895 году — постоянное движение по линии Мытищи — Щёлково.
В декабре 1893 года Савва Мамонтов отправил Витте записку о значимости Русского Севера и необходимости соединения его железной дорогой. В начале 1894 года Витте приглашает Мамонтова и других экспертов в экспедицию на Кольский полуостров. Участники посетили Архангельск, Соловки и совершили экскурсию вокруг Мурмана. В том же году Мамонтов получает концессию на строительство линии от Вологды до Архангельска, а акционерное общество меняет название на «Общество Московско-Ярославско-Архангельской железной дороги». Линия Вологда — Архангельск открыта в 1897 году. На строительстве Архангельской железной дороги работал врачом только закончивший университет будущий известный хирург и учёный Сергей Иванович Спасокукоцкий. 
В июне 1895 года Общество приобретает Шуйско-Ивановскую железную дорогу с участками Новки — Иваново-Вознесенск (построен в 1868 году), Иваново-Вознесенск — Кинешма (1871 год), Ермолино — Середа (1893 год). Утверждённым 7-м дополнением к уставу общество обязуется продлить линию от станции Середа до Нерехты, а также построить линию от Ярославля до Рыбинска. В 1896 году открыта линия Александров — Иваново-Вознесенск. Линии Ярославль — Рыбинск, Нерехта — Середа, Бельково — Киржач открыты в 1898 году.
В 1898 году были выявлены финансовые нарушения при строительстве железной дороги до Архангельска. В частности, выяснилось, что за счет общества финансировалась реконструкция заводов, принадлежащих Мамонтову, при этом такие операции не всегда фиксировались в бухгалтерской отчётности. 30 июля 1899 года правление Мамонтова было вынуждено подать в отставку, председателем нового правления стал Павел Сергеевич Хитрово, чиновник, проводивший проверку. 11 сентября того же года Мамонтов был арестован и доставлен в Таганскую тюрьму, где провёл полгода, в начале 1900 года переведён под домашний арест. Летом 1900 года Мамонтов был оправдан судом присяжных по уголовным обвинениям. Однако против него были поданы и гражданские иски, в июле Московский суд признал Мамонтова должником и постановил распродать его имущество, в том числе железную дорогу. Железная дорога была выкуплена государством в казну.
В 1900 году строится линия Лосиноостровская — Савёлово.
В 1907 году объединена с Петербурго-Вологдо-Вятской железной дорогой в Северные железные дороги.
Ныне участок от Москвы до Александрова входит в состав Московской железной дороги, а от Александрова до Ярославля — в состав Северной железной дороги.